# Малое Лесное
Малое Лесное — посёлок в Гурьевском городском округе Калининградской области. Входит в состав Новомосковского сельского поселения.

## Население
| 2002 | 2010 | 2011 |
| ---- | ---- | ---- |
| 85   | ↗114 | →114 |

## История
Поселение Фридриксхоф было основано около 1815 года.
Численность населения в 1895 году составляла 153 человека.
В 1946 году Фридриксхоф был переименован в поселок Малое Лесное.